# علی‌آباد زینبیه
 علی‌آباد زینبیه، روستایی از توابع بخش مرکزی، (دهستان پشت رود)، شهرستان نرماشیر در استان کرمان ایران است.

## جمعیت
این روستا در دهستان پشت رود قرار دارد و براساس سرشماری مرکز آمار ایران در سال ۱۳۸۵، جمعیت آن ۱۴ نفر (۵خانوار) بوده‌است.